# Dniepr (osiedle)
Dniepr (biał. Днепр; ros. Днепр) – osiedle na Białorusi, w obwodzie mohylewskim, w rejonie mohylewskim, w sielsowiecie Pałykawiczy, przy linii kolejowej Orsza – Mohylew. Z trzech stron, z wyjątkiem północy, graniczy z Mohylewem.